# Moritz Brinkmann
Moritz Brinkmann (* 1972) ist ein deutscher Rechtswissenschaftler und Hochschullehrer an der Rheinischen Friedrich-Wilhelms-Universität Bonn.

## Leben und Wirken
Brinkmann studierte ab 1994 Rechtswissenschaften an der Universität Hamburg und wechselte später an die Universität Heidelberg. Dort legte er 1998 sein Erstes Juristisches Staatsexamen ab und war anschließend als wissenschaftlicher Mitarbeiter am Lehrstuhl von Ludwig Häsemeyer tätig. Unter dessen Betreuung wurde Brinkmann 2001 von der Universität Heidelberg mit der insolvenzrechtlichen Arbeit „Die Bedeutung der §§ 92, 93 InsO für den Umfang der Insolvenz- und Sanierungsmasse“ zum Dr. iur. promoviert. Bereits 2000 hatte er sein Referendariat am Kammergericht Berlin begonnen, das er 2002 mit dem Zweiten Staatsexamen abschloss. Es folgte ein postgradualer Masterstudiengang an der McGill University in Montreal, wo Brinkmann 2003 den Titel Master of Laws erwarb. Nach seiner Rückkehr nach Deutschland war er zunächst als wissenschaftlicher Mitarbeiter von Heribert Hirte an dessen Lehrstuhl an der Universität Hamburg tätig; 2004 wechselte Brinkmann jedoch als wissenschaftlicher Assistent von Hanns Prütting an die Universität Köln. Dort habilitierte er sich 2009 und erhielt die Venia legendi für die Fächer Bürgerliches Recht, Zivilverfahrensrecht, Insolvenzrecht, Internationales Privatrecht sowie Rechtsvergleichung.
Es folgten zunächst Lehrstuhlvertretungen an den Universitäten Konstanz und Bonn. Seit Oktober 2010 hat Brinkmann in Bonn den ordentlichen Lehrstuhl für Bürgerliches Recht, deutsches und europäisches Zivilverfahrensrecht sowie Insolvenzrecht inne und ist als Nachfolger von Eberhard Schilken Direktor des dortigen Instituts für deutsches und internationales Zivilverfahrensrecht.
Brinkmanns Forschungsschwerpunkte liegen vor allem im deutschen und internationalen Insolvenzrecht und dem dazugehörigen Recht der Kreditsicherheiten. Zu diesem Gebiet ist er unter anderem in Fachkommentaren als Kommentator hervorgetreten und kommentierte auch weite Teile des zivilprozessualen Zwangsvollstreckungsrechts im Münchener Kommentar zur Zivilprozessordnung.
Der Gesellschaftsrechtler Karsten Schmidt ist sein Onkel.

## Schriften (Auswahl)
- Die Bedeutung der §§ 92, 93 InsO für den Umfang der Insolvenz- und Sanierungsmasse. Carl Heymanns, Köln 2001, ISBN 3-452-25174-8 (uni-bonn.de [PDF] , Dissertation).
- Das Beweismaß im Zivilprozess aus rechtsvergleichender Sicht. Carl Heymanns, Köln 2005, ISBN 3-452-26139-5 (uni-bonn.de [PDF]).
- Kreditsicherheiten an beweglichen Sachen und Forderungen – Eine materiell-, insolvenz- und kollisionsrechtliche Studie des Rechts der Mobiliarsicherheiten vor dem Hintergrund internationaler und europäischer Entwicklungen. Mohr Siebeck, Tübingen 2011, ISBN 978-3-939218-35-7 (Habilitationsschrift).
- Zivilprozessrecht. 8. Auflage. Nomos-Verlag, München 2022, ISBN 978-3-8006-6564-8.